# Hamerbark
Hamerbark (kaszb. Hômerbarch, niem. Hammerberg) – nieoficjalny przysiółek wsi Niedamowo w Polsce położony w województwie pomorskim, w powiecie kościerskim, w gminie Kościerzyna.
Miejscowość leży nad jeziorem Hutowym.
W latach 1975–1998 miejscowość administracyjnie należała do województwa gdańskiego.